# Asker
Asker és un municipi situat al comtat d'Akershus, Noruega. Forma part de la regió tradicional de Viken. Té 60.106 habitants (2016) i la seva superfície és de 101 km².
El centre administratiu del municipi és el poble homònim. El municipi és un suburbi d'Oslo, la capital nacional. Asker va ser establert com a municipi l'1 de gener de 1838.

## Informació general

### Etimologia
El municipi (originalment la parròquia) obté el seu nom de l'antiga granja d'Asker, des que la primera església va ser construïda al lloc. El nom prové del nòrdic antic askar i és el plural d'ask que significa freixe.

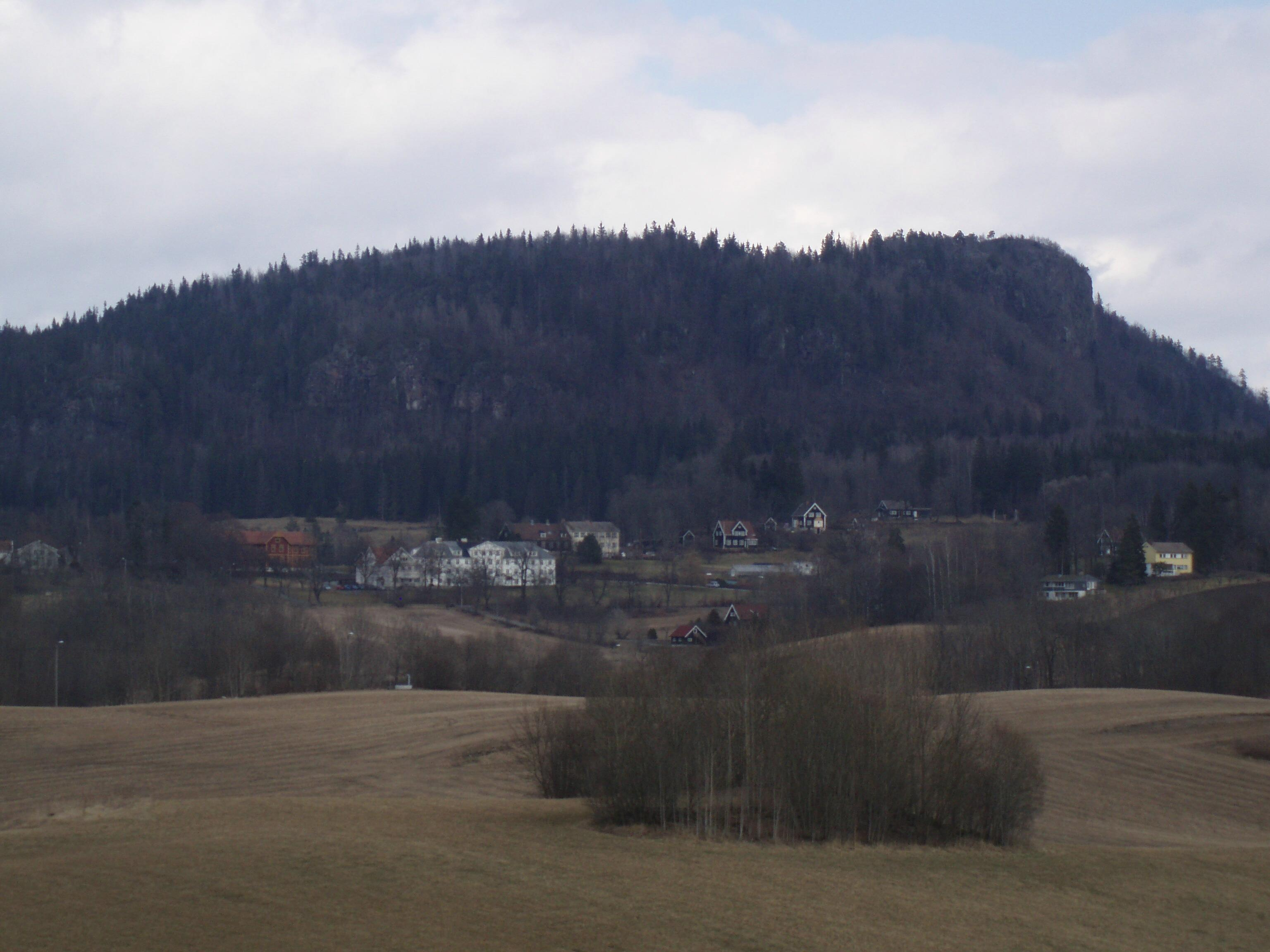
El turó de Skaugumsåsen (351 msnm).

### Escut d'armes
L'escut d'armes és modern, li va ser atorgat el 7 d'octubre de 1975. L'escut mostra sobre fons verd tres troncs d'arbre platejats que són Armes parlants. Els arbres són un tipus de saüquer que és tallat cada any per proveir menjar als animals.

## Geografia
Asker és un lloc costaner amb moltes platges, però també un lloc de pujols i boscos. És també important per la jardineria. Al municipi 'hi troba Skaugum, residència oficial del príncep de Noruega. La primera botiga d'IKEA fora de Suècia es va obrir a Asker.

## Demografia
La població d'Aker l'1 de gener de 2016 era de 60.106 habitants. És un dels municipis més poblats d'Akershus i també és un dels que té més població immigrant. Aproximadament, el 2015 hi havia unes 5.000 persones estrangeres al municipi.
La població històrica del municipi s'ha disparat d'ençà el 1950, quan tenia 13,625 habitants, en l'actualitat, amb 60.106 habitants. La notable pujada de la població es deu a la immigració tant de dins com de fora de Noruega.
| País d'origen | Nombre |
| ------------- | ------ |
| Polònia       | 1,811  |
| Suècia        | 799    |
| Somàlia       | 515    |
| Dinamarca     | 452    |
| Pakistan      | 444    |
| Lituània      | 407    |
| Iran          | 405    |
| Índia         | 396    |
| Alemanya      | 364    |
| Regne Unit    | 346    |
| Filipines     | 318    |
| Iraq          | 290    |
| Rússia        | 254    |
| Afganistan    | 230    |
| Vietnam       | 202    |

| 1920 | 1930 | 1940 | 1950 | 1960 | 1970 | 1981 | 1990 | 1992 | 1994 |
| ---- | ---- | ---- | ---- | ---- | ---- | ---- | ---- | ---- | ---- |
| -    | -    | -    | 29   | 32   | 36   | 272  | 268  | -    | -    |

| 1996 | 1998 | 2000 | 2002 | 2004 | 2006 | 2008 | 2010 | 2012 | 2014 |
| ---- | ---- | ---- | ---- | ---- | ---- | ---- | ---- | ---- | ---- |
| -    | -    | 402  | -    | -    | -    | -    | 335  | -    | -    |

## Cultura
Encara que és principalment un municipi rural, l'expansió d'Oslo l'ha convertit en un suburbi de la capital. Per tant, moltes celebritats viuen a l'àrea. Asker va ser un baluard dels Bagler, els qui van lluitar contra els Birkebeiners durant la guerra civil en l'època vikinga.
Asker és també la llar dels Frisk Tigers, guanyadors del campionat d'hoquei noruec el 1975, el 1979 i el 2002. Asker SK és el major club esportiu de Noruega, amb una llarga història que es remunta fins a 1889. Asker és també la llar del Asker svømmeklubb, un club de natació. El club de futbol femení d'Asker és la seu de moltes jugadores internacionals, incloent quatre que van participar en la Copa Mundial Femenina de Futbol del 2007 a la Xina.

## Fills il·lustres
| - Príncep Haakon Magnus de Noruega - Princesa Mette-Marit de Noruega - Princesa Ingrid Alexandra de Noruega - Príncep Sverre Magnus de Noruega - Tryggve Andersen (1866-1920), escriptor - Nini Roll Anker (1873-1942), escriptor - Dina Aschehoug (1861-1956), pintor - Lauritz Askvold, pintor - Harriet Backer (1845-1932), pintor - Arne Bendiksen (1926-2009), cantautor - Johan Bojer (1872-1959), escriptor - Erik Bye (1926-2004), periodista, cantant - Jens Evensen (1917-2004), advocat, jutge, polític, ministre de comerç, expert internacional en drets extraterritorials, membre de la Comissió de Dret internacional, jutge en la Cort Internacional de Justícia a l'Haia | - Pål Arne Fagernes (1974-2003), boxador i llançador de javelina - Hallvard Flatland, presentador de televisió - Arne Garborg (1851-1924), poeta, va viure en el lloc per un període - Einar Gerhardsen, primer ministre en tres períodes, 1945-1951, 1955-1963 i 1963-1965 - Erik Gjems-Onstad, Cort Suprema advocat. Va formar part del moviment de resistència a Noruega durant la Segona Guerra Mundial. - Halvard Hanevold, medallista d'or olímpic en Biatló - Morten Harket, cantant en a-ha. - Vigdis Hjorth, autor - Anders Jacobsen jugador de futbol professional - Anders Lange, polític (Fundador del Partit Progressista (FrP) - Wenche Myhre, cantant - Arild Nyquist (1938-2004), poeta, pintor, cantautor - Alf Prøysen (1914-1970), escriptor/músic, va viure a Asker per un període - Valgerd Svarstad Haugland polític, Partit Demòcrata Cristià - Dyre Vaa (1903-1980), escultor |

## Ciutats agermanades
Asker manté una relació d'agermanament amb les següents localitats:
- – Eslöv, Comtat de Skåne, Suècia
- – Garðabær, Gran Reykjavik, Islàndia
- – Jakobstad, Länsi-Suomi, Finlàndia[4]
- – Mapo-gu, Seül, Corea del Sud
- – Rudersdal, Regió de Hovedstaden, Dinamarca
- – Tórshavn, Tórshavnar, Illes Fèroe